# ゆきの国から
『ゆきの国から』（ゆきのくにから）は、柴田飛鳥による日本の少女漫画作品。「マーガレット」（集英社）にて2006年5･6号合併号（2006年2月発売）から2008年3･4合併号（2008年1月発売）にかけて連載された。コミックスは全4巻。

## 登場人物
藤野由妃（ふじの ゆき）
主人公。北大を目指している。
小泉光（こいずみ ひかる）
私立翠堂学園女子高等学校（以下、翠女）の日本史の教師。由妃の高1(1-2)の途中までと高2の担任。
小泉恒（こいずみ こう）
翠女の教師。小泉光の弟。由妃の高1(1-1)の3学期の担任。
小松さやか（こまつ さやか）
由妃の親友。翠女の同級生。
北川絵理花（きたがわ えりか）
2巻の重要人物。由妃のライバル。翠女の同級生。光先生が好き。
森本（もりもと）
3巻の重要人物。元翠女の教師（3巻でクビになる）。由妃の高1の2学期後半(1-1)の担任。
森崎貴也（もりさき たかや）
1巻の重要人物。由妃の元彼。
理事長（名前不明）
理事長。出番はほとんどなかった。

## 書誌情報
マーガレットコミックスより刊行。全4巻。
1. 01 ハーレム
2. 02 略奪
3. 03 指名替え
4. 04 禁断